# Lasioglossum ruficorne
Lasioglossum ruficorne är en biart som först beskrevs av Crawford 1907.  Lasioglossum ruficorne ingår i släktet smalbin, och familjen vägbin. Inga underarter finns listade i Catalogue of Life.